# Sutherland

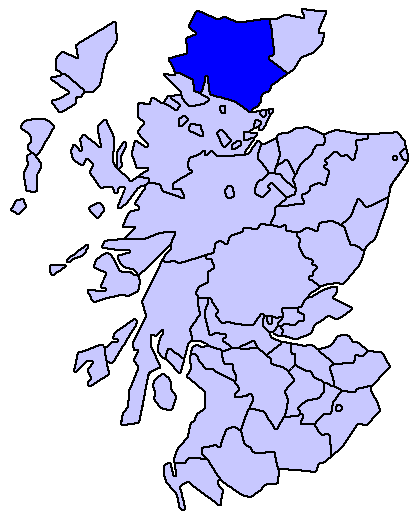
Sutherlands historiska gränser.

Sutherland är ett område i norra Skottland, som har varit ett grevskap (till 1975) och ett distrikt (1975–1996), och är ett ståthållarskap. Det ingår i Highlands kommun. Traditionell huvudort är Dornoch.